# Clan Shimazu

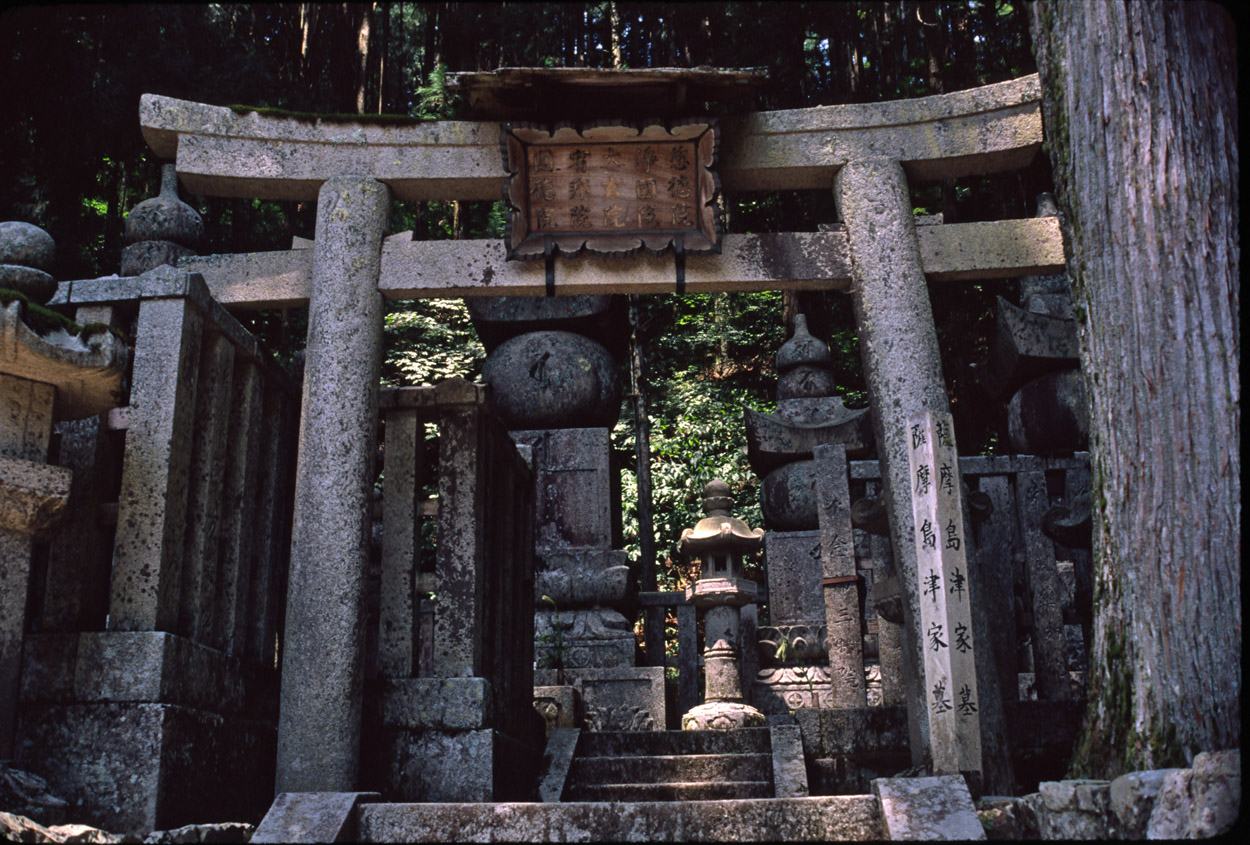
Panteón del Clan Shimazu en el Monte Koya.

El clan Shimazu (島津?) se refiere al nombre del clan de los daimyō de la región (han) de Satsuma, que se extendió por las provincias japonesas de Satsuma, Ōsumi y Hyūga.

## Historia
El clan Shimazu fue fundado por Koremune Tadahisa (1179-1227), a quien se le concede el shôen -dominio- Shimazu en 1185, y decide tomar el nombre de Shimazu Tadahisa. Recibió el dominio de Shioda en la provincia de Shinano en 1186 y fue nombrado shugo -protector- de la provincia de Satsuma. Fue también nombrado shugo del sur de Kyushu por Minamoto no Yoritomo en 1187. Envió a Honda Sadachika a tomar posesión de la provincia de Satsuma en su nombre y acompañó a Yoritomo en su expedición a Mutsu en 1189. Regresó a Satsuma en 1196 y sometió las provincias de Hyuga y Osumi, construyendo un castillo en Hyuga.
Se creyó en tiempos que Shimazu Tadahisa era un hijo ilegítimo de Yoritomo con la hermana de Hiki Yoshikazu, una historia que fue abandonada casi por completo a finales del Periodo Edo. La esposa de Tadahisa era hija de Koremune Hironobu, descendiente del clan Hata, cuyo nombre tomó Tadahisa entes de cambiarlo definitivamente a Shimazu.
El Shimazu shôen del que el clan toma su nombre había sido establecido por Taira no Suemoto en el siglo XI y había crecido hasta abarcar hasta la mitad del territorio de las provincias de Satsuma, Ôsumi y Hyûga. La hacienda le fue quitada a los Taira y entregada por Yoritomo a Shimazu, quien también se convirtió en shugo -protector y gobernador- de ese territorio; aunque originalmente fue nombrado daikan -magistrado- para administrar este territorio para ellos, tras las Invasiones de los Mongoles, los Shimazu, como muchos otros clanes, se trasladaron de Kamakura a Kyushu, donde comenzaron a ejercer un control más directo sobre sus propiedades. Combatiendo política y militarmente a sus rivales, los Shimazu comenzaron a consolidar su poder en el sur de Kyushu.
Los Shimazu pierden el control de Ûsumi y Hyûga en las guerras contra el clan Hiki, recuperándolos bajo el mando de Shimazu Motohisa (1363-1411). Mientras tanto, el clan mismo se dividió en dos facciones contendientes después de la muerte de Shimazu Sadahisa (1269-1363), con el tercer hijo de Sadahisa Shimazu Morohisa convirtiéndose en shugo de Satsuma y liderando la rama de Sôshû, mientras que el cuarto hijo, Shimazu Ujihisa, se convirtió en shugo de Ôsumi y líder de la rama Ôshû de la familia.
Ambas familias lucharon por la Corte del Norte en las guerras del Período Nanbokuchô, contra Imagawa Ryôshun, que era el tandai -representante gubernamental- de Kyûshû y los clanes Kimotsuki, Nejime, Taniyama e Ijûin. A pesar de la caída de la Corte del Sur en 1371, el Shimazu regresó más adelante al lado de la Corte del Norte y luchó brevemente (hacia 1380) junto a Imagawa Ryôshun contra la Corte del Sur; sin embargo, cuando fueron traicionados por Imagawa en el incidente de Mizushima, vlviern a separarse de él, y las dos rama se unieron en oposición a Imagawa hasta que este último fue despedido de su puesto como tandai de Kyûshû en 1395.
Las dos ramas se volvieron una contra otra y la rama de Ôshû, con base en la provincia de Ôumi, se expandió gradualmente dentro de Satsuma, hasta que la rama de Sôshû finalmente finalizó con el suicidio de Shimazu Hisamori en 1430 en el castillo de Takamitsu. La rama Ôshû pasó entonces a convertirse en la línea principal del clan, y reunió a las tres provincias bajo su gobierno.
Durante todo este período, los Shimazu mantuvieron las prácticas de los samurai de élite, como banquetes al estilo del Período Kamakura (1192–1333), expresando su orgullo y completa adherencia a la tradición, incluso cuando las prácticas cambiaron en el resto del archipiélago. Sin embargo, también mantuvieron conexiones con los nuevos avances culturales, a pesar de su remota ubicación geográfica, a través de las conexiones con la familia Konoe y otras, incluso cuando Kioto cayó en el caos.
La muerte de Shimazu Tatsuhisa en 1474 condujo a un aumento de las tensiones y el conflicto entre dos facciones del clan lideradas respectivamente por Shimazu Kunihisa y Shimazu Suehisa y, en 1484, la guerra abierta estalló en el sur de Kyushu, a la vez que los conflictos entre Isaku Hisatoshi y Niiro Tadatsugu. Kimotsuki Kanehisa también se levantará en rebelión en 1506, empujando a Shimazu Tadamasa, líder de clan en ese momento, a tomar la decisión de suicidarse al año siguiente.
Comenzando 1550, Shimazu Takahisa, junto con sus hijos Yoshihisa y Yoshihiro, ampliaron los dominios del clan considerablemente. En 1574, se había asegurado el control de la provincia de Satsuma al derrotar a los clanes Shibuya y Hishigari, y la provincia Ôsumi al derrotar a los clanes Kimotsuki, Kamo e Ijichi. También derrotaron al clan Itô en 1577 para reclamar el control sobre ciertas zonas de la provincia de Hyûga y a Ôtomo Sôrin al año siguiente, en la batalla de Mimigawa. En 1586, Yoshihisa dirigió sus fuerzas contra los Ôtomo en la provincia de Bungo, mientras que Yoshihiro atacó a Bungo en la provincia de Higo, y su hermano menor Shimazu Iehisa se trasladó desde Hyûga. Rápidamente aislaron a los vasallos de Ôtomo y, en poco tiempo, se apoderaron de la mayor parte -si no de todo- del territorio Ôtomo. Incluso derrotaron a una fuerza aliada de las fuerzas Ôtomo y Toyotomi para seguir avanzando después de la batalla de Hetsugigawa. Los Shimazu también derrotaron a Sagara Giyô y Ryûzôji Takanobu de las provincias de Higo y Hizen, y se expandieron al norte de Kyushu, pero comenzaron a encontrarse excesivamente estirados, física y financieramente, de modo que en 1587 Toyotomi Hideyoshi comenzó a desafiarlos por el control de Kyushu. Antes de que los Shimazu pudieran completar su conquista de la isla, comenzaron a sufrir derrotas, y la Campaña de Kyushu de Hideyoshi terminó con él asegurando el control de toda la isla. Preparando banquetes para Hideyoshi, y recibiéndolo o entreteniéndolo de otras maneras, los Shimazu a pesar de su orgullo por mantener las tradiciones samuráis más antiguas, se vieron obligados más que nunca a adoptar y practicar las nuevas formas de los samuráis de élite.
Aunque oficialmente estaban aliados con el Ejército Occidental en la Batalla de Sekigahara (1600) contra Tokugawa Ieyasu, ni Shimazu Iehisa (Tadatsune) ni su hermano Shimazu Yoshihisa contribuyeron realmente en la batalla. Como resultado, y probablemente debido a la gran potencia de la casa de Shimazu y a la remota ubicación de sus posesiones, Ieyasu les permitió retener sus territorios bajo la recién establecida hegemonía Tokugawa. Los líderes Shimazu se reunieron con Ieyasu en el castillo de Fushimi en 1602, reafirmando su lealtad y siendo confirmados en sus posesiones a cambio; Tadatsune (Iehisa) y Yoshihisa se reunieron con Ieyasu e Hidetada en Fushimi en 1605 para proclamar formalmente su lealtad a Hidetada. También fueron recibidos en audiencia por Hidetada en el castillo Edo en 1607, para reafirmar su lealtad una vez más y marcar el comienzo de un patrón regular de viajes regulares a Edo como asistentes del Shogun, varios años antes de que fuera declarado obligatorio para un subconjunto más amplio de daimyôs principales.
El decimonoveno líder, Yoshihiro (1535-1619), era el daimyo en el momento de la Batalla de Sekigahara, el establecimiento del Shogunato de Tokugawa y el Asedio de Osaka (1615). Su sucesor fue su sobrino Shimazu Tadatsune. Durante las dos primeras décadas del siglo XVII, tuvo gran influencia y organizó la invasión de Reino de Ryukyu (la actual región de Okinawa) en 1609. Tokugawa lo permitió como compensación por abstenerse en Sekigahara y para evitar un posible levantamiento. Los beneficios comerciales así adquiridos y el prestigio político de ser la única familia en controlar todo un país extranjero aseguraron la posición del clan como uno de los más poderosos de Japón, controlando el han -dominio- de Satsuma, con un kokudaka (ingresos) de 770.000 koku, el segundo más grande de todos los dominios.
El clan Shimazu del periodo Sengoku era famoso por la lealtad de sus funcionarios y oficiales. Algunas familias servidoras, como los Ijuin y los Shirakawa, estaban fírmemente decididas a derrotar cualquier oposición para ayudar a expandir el poder del clan Shimazu. Las otras grandes familias vasallas de los Shimazu eran las de Niiro, Hokugo, Machida, Kawakami, Ata y Kajiki. Los Shimazu también son famosos por ser los primeros en usar armas de fuego (arcabuces) en los campos de batalla japoneses, y comenzaron la producción nacional de estas armas también. Se sabe que las tácticas de batalla de los Shimazu tuvieron mucho éxito contra ejércitos enemigos más grandes, particularmente durante su campaña para conquistar Kyoshu en la década de 1580. Su táctica más conocida consistía en atraer al enemigo a una emboscada, siendo atacado por tropas armadas con arcabuces en ambos flancos, creando pánico y desorden. Las fuerzas centrales se desplegarían para derrotar al enemigo. De esta manera, los Shimazu fueron capaces de derrotar a clanes más poderosos como los de Ito, Ryuzuji y Otomo.
En general, el Shimazu era un clan muy grande y poderoso gracias a su fuerte economía, tanto de producción nacional como a través del comercio, la buena organización de gobierno y las tropas, la inquebrantable lealtad de sus familias vasallas y el aislamiento de la isla de Kyûshû con Honsho.

## Cualidades y fortalezas

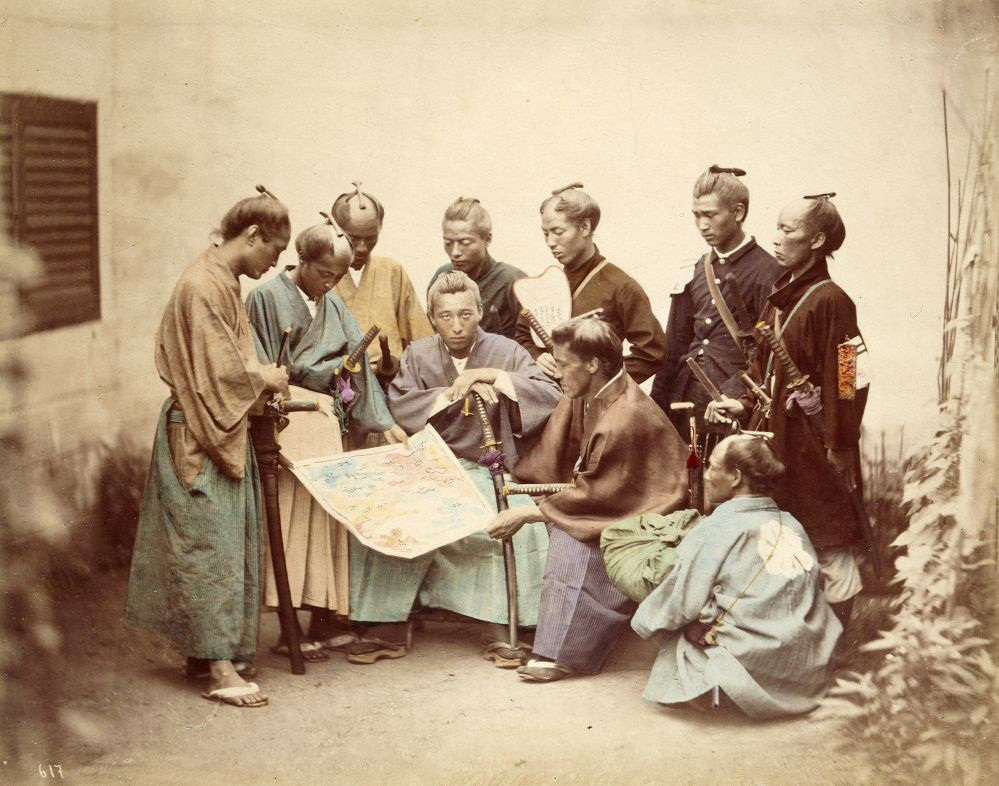
Samuráis del clan Shimazu durante la guerra Boshin.

El clan Shimazu es renombrado por la lealtad de sus siervos y oficiales, especialmente durante la era Sengoku. Algunos clanes bajo su dominio, tales como los clanes Ijuin y Shirakawa, tenían una gran determinación en vencer toda oposición a los planes de expansión del clan Shimazu. Los Shimazu fueron también famosos por ser los primeros en utilizar armas de fuego (arcabuces) en confrontaciones en Japón y también por comenzar la construcción en Japón de dichas armas. Se sabe que las tácticas de batalla Shimazu fueron muy efectivas permitiendo infligir serias derrotas a ejércitos más numerosos, particularmente durante la campaña para conquistar Kyūshū en la década de 1580. Sus tácticas incluían el atraer al enemigo a emboscadas desde ambos flancos por tropas armadas de arcabuces, lo cual creaba gran pánico y confusión en el enemigo. A continuación se producía un ataque de fuerzas por el centro que asolaban a las tropas enemigas. De esta manera, el clan Shimazu fue capaz de vencer a clanes mucho más grandes tales como los clanes Itō, Ryūzōji y Ōtomo. 
En síntesis, el clan Shimazu fue un clan grande y sumamente poderoso gracias a: su robusta economía tanto en lo que se refiere a producción doméstica como en actividades comerciales, su buena organización en cuanto al gobierno y manejo de las tropas, gran lealtad de sus siervos y clanes bajo su dominio y su aislación de Honshū.[cita requerida]
El trigésimo primer jefe del clan Shimazu, Hisamitsu (1817–1887) era el daimyō de Satsuma cuando tuvo lugar la guerra Boshin y la restauración Meiji, en la cual Satsuma jugó un rol importante.

## Orden de sucesión
1. Shimazu Tadahisa
2. Shimazu Tadatoki
3. Shimazu Hisatsune
4. Shimazu Tadamune
5. Shimazu Sadahisa
6. Shimazu Morohisa
7. Shimazu Ujihisa
8. Shimazu Yuihisa
9. Shimazu Motohisa
10. Shimazu Hisatoyo
11. Shimazu Tadakuni
12. Shimazu Tachihisa
13. Shimazu Tadamasa
14. Shimazu Tadaosa
15. Shimazu Tadataka
16. Shimazu Katsuhisa
17. Shimazu Takahisa
18. Shimazu Yoshihisa
19. Shimazu Yoshihiro
20. Shimazu Tadatsune
21. Shimazu Mitsuhisa
22. Shimazu Tsunataka
23. Shimazu Yoshitaka
24. Shimazu Tsugutoyo
25. Shimazu Munenobu
26. Shimazu Shigetoshi
27. Shimazu Shigego
28. Shimazu Narinobu
29. Shimazu Nariaki
30. Shimazu Nariakira
31. Shimazu Hisamitsu
32. Shimazu Tadayoshi
33. Shimazu Tadashige
34. Shimazu Toyohisa

## Otros miembros
- Shimazu Sanehisa

## Súdbitos destacados
- Ijuin Tada'aki
- Ijuin Tada'ao
- Ijuin Tadamune
- Ijuin Tadazane
- Yamada Arinobu
- Yamada Arinaga
- Saigō Takamori
- Shō Nei, rey de Ryūkyū
- Shō Tai, rey de Ryūkyū